# Bataille de Pornic (23 mars 1793)
Pour les articles homonymes, voir Bataille de Pornic.
Guerre de Vendée
Batailles
La première bataille de Pornic a lieu le 23 mars 1793 lors de la guerre de Vendée. Elle débute en début de journée par la prise de la ville de Pornic par les insurgés vendéens et s'achève dans la soirée par une contre-attaque qui permet aux Républicains de reprendre le contrôle de la ville.

## Prélude
Après avoir pris Machecoul, les paysans insurgés du Pays de Retz décident d'étendre l'insurrection sur les environs de Pornic et de Paimbœuf, dont la population est restée favorable à la République. 
Les insurgés se tournent d'abord vers le bourg de Bourgneuf-en-Retz, situé à une dizaine de kilomètres au sud-est de Pornic. Prévenues le soir du 11 mars de l'imminence de l'attaque, les autorités locales se montrent peu enclines à la résistance et les gardes nationaux, forts d'à peine plus d'une centaine d'hommes, se débandent. Le 12 mars à midi, Bourgneuf-en-Retz se rend à la première sommation et est envahie par plusieurs milliers d'insurgés menés par Louis-François Ripault de La Cathelinière et Louis Guérin. Quatorze patriotes sont arrêtés, dont le maire Pierre Mourain. Les insurgés partent ensuite attaquer Paimbœuf, mais ils sont rapidement mis en fuite par l'artillerie républicaine.
Pornic est quant à elle renforcée par les gardes nationales de La Plaine-sur-Mer, Le Clion-sur-Mer, Saint-Michel-Chef-Chef, Sainte-Marie-sur-Mer et La Bernerie-en-Retz, soit au total 200 hommes. Les Pornicais songent un moment à se replier sur Paimbœuf, mais la ville envoie 1 000 hommes en renfort avec un canon, avant que le district de Paimbœuf, pris soudainement de peur, ne rappelle ses forces quelques jours plus tard, laissant Pornic seule face aux Vendéens.
Malgré la présence d'un vieux château et de murailles, les patriotes décident de se porter à la rencontre des insurgés en cas d'attaque. Ils déploient leurs avant-postes sur les deux routes de Bourgneuf-en-Retz, forment une barricade avec un canon et placent des forces en réserve sur la place du Marchix.
Cependant, la révolte a interrompu le ravitaillement et Pornic manque de vivres. Un habitant du bourg des Moutiers-en-Retz propose alors de fournir à la ville huit tonneaux de blé qui se trouvent chez lui,. Le 23 mars au matin, malgré la présence des Vendéens à Bourgneuf-en-Retz, un détachement de 400 hommes avec un canon et six cavaliers d'éclairage, placé sous les ordres du capitaine Coueffé, se porte sur le bourg afin de chercher les tonneaux, 150 gardes nationaux seulement restent à Pornic,. Cependant, pendant la nuit, un royaliste pornicais part prévenir Louis-Marie de La Roche Saint-André,. Informé, le général royaliste fait mettre ses troupes en marche à Machecoul, le 23 mars à l'aube,. Il contourne le détachement de Coueffé par Le Clion-sur-Mer et marche directement sur Pornic. Louis-François Ripault de La Cathelinière fait également mouvement sur Pornic depuis Bourgneuf-en-Retz. 

## Forces en présence
Au total, les insurgés sont forts de 3 000 à 4 000 hommes,, et sont commandés par Louis-Marie de La Roche Saint-André, Louis-François Ripault de La Cathelinière, Joseph de Flameng et Louis Guérin. Les patriotes ne disposent quant à eux que de 550 gardes nationaux, six gendarmes à cheval et deux canons.

## Déroulement

### Prise de Pornic par les insurgés
La Roche-Saint-André divise son armée en deux colonnes : la première attaque par la chaussée, la seconde par le pont du Clion. Le combat s'engage à trois heures de l'après-midi, lorsque les insurgés attaquent depuis la butte du Boismin. Sept ou huit Républicains postés dans la vigne Sainte-Anne ouvrent le feu. Un boulet frappe un rocher dont les éclats blessent plusieurs assaillants. Les insurgés contournent par un chemin creux et les artilleurs se replient sur la ville avec leur pièce. Le poste de la chaussée, dépourvu de canon, se replie sans combattre. 
Les 150 défenseurs se rassemblent sur la place du Marchix et les Vendéens attaquent par la rue de Tartifume et la rue de la Touche. Un premier groupe de Républicains se retranche derrière la maison Chabot et place le canon contre l'étroite rue Tartifume tandis qu'un deuxième groupe se forme en peloton de tirailleurs pour tenir la rue de la Touche.  
Après deux heures de combat sans résultat, La Roche Saint-André décide d'encercler la place et fait passer ses troupes par les deux autres rues. Le commandant Babain donne alors l'ordre d'évacuer la ville : il rassemble ses forces et effectue une percée rue de la Touche, tandis que le canon, placé en queue de la colonne, tient les poursuivants à distance. Les Républicains se replient sur Paimbœuf sans être poursuivis.
Vers cinq heures et demi de l'après-midi, les paysans sont maîtres de Pornic, mais ils déplorent plusieurs morts, tandis que les Républicains n'ont éprouvé aucune perte,. Selon l'auteur pornicais Jean-François Carou, favorable aux républicains et fils d'un garde national ayant pris part aux combats, la prise de la ville s'accompagne par l'assassinat de sept vieillards et d'un « idiot », ainsi que par la mort du Pornicais qui avait averti La Roche Saint-André, abattu par erreur par un insurgé,. Cependant pour l'historien Lionel Dumarcet, ces exécutions ne sont pas attestées. Deux officiers municipaux sont également assassinés selon Alfred Lallié. Les rebelles pillent plusieurs habitations et s'enivrent en fêtant leur victoire,,. 
200 hommes de la frégate La Capricieuse et du régiment du Cap s'apprêtaient à venir en renfort mais ils font retraite à leur tour sur Paimbœuf lorsqu'ils apprennent que Pornic a été prise.

### Reprise de Pornic par les Républicains
À sept heures du soir, le détachement parti pour des Moutiers-en-Retz regagne les abords de Pornic lorsqu'il apprend par des habitants que la ville a été prise par les insurgés,. Les gardes nationaux des campagnes se dispersent alors pour regagner leurs maisons, seuls les Pornicais décident de reprendre la ville. Ces derniers ne sont pourtant forts que de 30 à 50 hommes d'après les mémoires du chef vendéen Lucas de La Championnière et de 70 à 80 hommes, dont quatre gendarmes à cheval, d'après les sources républicaines,,. La petite troupe est alors commandée par le capitaine Coueffé. Pierre Albine — ou Abeline — prêtre constitutionnel et capitaine de la garde nationale de Le Clion-sur-Mer, est également présent,.
À près de huit heures du soir, les Républicains passent par la chaussée et entrent dans la ville au pas de course. Cependant les insurgés fêtent encore leur victoire et une grande partie d'entre-eux sont ivres,,. Un premier paysan isolé est sabré près de la chapelle Sainte-Anne, un second, trouvé ivre, est abattu d'un coup de fusil, rue de la Marine. Cependant, la décharge alerte les insurgés massés sur la place du Marchix. Ces derniers dévalent l'escalier Galipaud et le combat s'engage sur la rue des Sables. Les Républicains montent l'escalier de Recouvrance et parviennent même à hisser leur canon, puis marchent sur la place du Marchix en passant par la rue du château et de l'église. Ils se déploient alors en tirailleurs sur la place tandis que les insurgés attaquent à nouveau par la rue Tartifume et l'escalier Galipaud. 
La fusillade dure trois heures, finalement le capitaine Coueffé fait positionner son canon, gardé en réserve car les caissons de munitions ont été perdus en chemin. Le premier boulet ne touche personne mais le bruit de la décharge provoque la panique des paysans qui reculent. Les Républicains chargent alors à la baïonnette et mettent leurs adversaires en déroute. Ces derniers quittent la ville sans être poursuivis.
Le 24 mars, La Cathelinière s'installe à Bourgneuf-en-Retz avec 600 hommes et fait fusiller trois à douze personnes,. Il abat lui-même d'un coup de pistolet le maire de la commune, Pierre Mourain. D'autres prisonniers sont conduits à Machecoul. Accusé par les paysans d'être responsable de la défaite et menacé par le comité royaliste de Machecoul dirigé par René Souchu, La Roche Saint-André prend la fuite le soir même du combat et trouve refuge sur l'île de Noirmoutier,,. Il est alors remplacé par François Athanase Charette de La Contrie,,.

## Pertes
Après le combat, plusieurs captifs sont exécutés sommairement par les républicains, mais l'ampleur des exactions est débattu. Selon les mémoires du chef royaliste Lucas de La Championnière, 250 Vendéens sont restés aux mains des Républicains avant d'être tués le lendemain. Le 31 mars 1793, à Paris, François Mellinet, député de la Loire-Inférieure, rend compte du combat et déclare que « quatre-vingt-cinq patriotes de Pornic ont livré bataille, en ont tué deux cents et fait trois cents prisonniers, que, dans leur fureur, ils ont aussi mis à mort »,. En 1859, l'historien pornicais Jean-François Carou écrit que les captifs exécutés sommairement après le combat ne sont qu'au nombre d'une vingtaine, et que les tueries sont commises principalement par un marin nommé Olivier Renaud, accompagné de trois ou quatre hommes, qui fouille plusieurs maisons et tue tous les rebelles qu'il capture. 
En 1999, l'historien Alain Gérard reprend le bilan de Mellinet et considère que les massacres de Machecoul sont commis en représailles des tueries de Pornic. En 1998, l'historien Lionel Dumarcet relativise cependant les déclarations de Mellinet, qui selon lui « dispose d'informations de seconde main ». Il conclut : « En définitive, il est bien difficile de se faire une opinion. A-t-on un peu hâtivement conclu à ce massacre pour mieux justifier ensuite les exécutions de Machecoul? Toutes les hypothèses sont possibles ».
Le jeune chef insurgé Joseph de Flameng est fait prisonnier,. N'étant pas parvenu à fuir, il se réfugie chez un boulanger de la Grande-Rue nommé Himené qui accepte de le cacher en échange de 100 louis d'or,. Mais ce dernier le dénonce aux patriotes et Flameng est conduit devant le capitaine Coueffé, place du Marchix, qui, après lui avoir simplement demandé son nom, l'abat d'un coup de pistolet dans la poitrine,.
Le lendemain du combat, les corps des paysans sont conduits sur la grève pour y être enterrés. Selon l'historien Alphonse de Beauchamp, 12 prisonniers sont chargés de creuser les fosses, puis ils sont fusillés, mais ce récit est vivement contesté par Jean-François Carou,.
Selon l'enseigne de vaisseau Julien Gautier, qui a pris part au second combat, on compte 20 morts ou blessés du côté des patriotes, et 211 chez les « brigands ». Cependant son récit comporte quelques inexactitudes car il quitte Pornic le soir même du combat. Selon Rivet, prêtre constitutionnel des Moutiers-en-Retz, 216 brigands ont été tués contre quatre ou cinq gardes nationaux morts ou blessés. Selon le rapport officiel républicain, plus de 200 insurgés ont été tués tandis que le détachement qui reprend Pornic ne déplore que des blessés. Le rapport du district de Paimbœuf au département de Loire-Inférieure fait également état de 200 « brigands » restés du place. le 8 avril, le maire de Nantes écrit que « 85 citoyens » ont tué « 215 ennemis ». Selon Jean-François Carou, 216 corps d'insurgés sont enterrés sur la plage. Pour l'historien Lionel Dumarcet : « la plupart des auteurs évaluent les pertes royalistes à 216 hommes ».